# كودية الإسلام
كودية الإسلام (أو الكودية سابقا) هي إحدى القرى التابعة لمركز ديروط في محافظة أسيوط في جمهورية مصر العربية. حسب إحصاءات سنة 2006، بلغ إجمالي السكان في كودية الإسلام 21577 نسمة، منهم 10874 رجل و10703 امرأة.